# Orzeł Przeworsk
Orzeł Przeworsk – polski klub piłkarski z siedzibą w Przeworsku. W sezonie 2024/2025 występuje w IV lidze, gr. podkarpackiej.

## Historyczne nazwy
- Przeworski Klub Sportowy "Cukrownia" (1945-1947)
- Cukrowniczy Klub Związkowy "Cukrownia" (1947-1951)
- Unia Przeworsk (1951-1953)
- Spójnia Przeworsk (1953-1955)
- Sparta Przeworsk (1955-1960)
- Orzeł Przeworsk (od 1960)

## Władze klubowe
- Prezes: Grzegorz Bieniasz
- Wiceprezes Zarządu: Grzegorz Jucha
- Sekretarz: Jerzy Lichończak
- Skarbnik: Jan Kamecki
- Kierownik drużyny: Kamil Bieniasz

## Zawodnicy i trenerzy
Trenerem klubu w latach 2008-2009 był Andrzej Jaskot. W drużynie występował m.in. Sylwester Janowski (2007). Obecnie drużynę prowadzi trener Grzegorz Sitek.